# Pia Zadora
Pia Zadora (* 4. Mai 1954 in Hoboken, New Jersey als Pia Alfreda Schipani) ist eine US-amerikanische Schauspielerin und Sängerin. Sie wurde in den 1980er Jahren durch zahlreiche Filme und Platten bekannt, darunter der Nummer-eins-Erfolg When the Rain Begins to Fall mit Jermaine Jackson. Sie spielte außerdem am Broadway und trat als Sängerin von Standards in Erscheinung. 1996 unterbrach sie ihre Karriere und zog sich ins Privatleben zurück. Seit 2011 tritt sie wieder regelmäßig auf.

## Film- und Theater-Karriere
Pia Zadora begann ihre Karriere im Showgeschäft bereits in jungen Jahren. 1961 trat sie am Broadway an der Seite von Tallulah Bankhead in dem Stück Midgie Purvis auf. Es folgten Engagements in Fiddler on the Roof und Henry, Sweet Henry. Ihr Filmdebüt gab Zadora 1964 in dem B-Movie Santa Claus Conquers the Martians. Sie kehrte erst 1981 zum Film zurück und spielte an der Seite von Stacy Keach und Orson Welles in dem Inzest-Drama Butterfly – Der blonde Schmetterling. Für diese Rolle erhielt sie sowohl einen Golden Globe als beste Nachwuchsdarstellerin als auch zwei Goldene Himbeeren als schlechteste Newcomerin und schlechteste Schauspielerin. Der Film und Pia Zadora, die in zahlreichen Nackt- und Erotikszenen zu sehen war, erhielten vernichtende Kritiken, so unter anderem vom Filmdienst: „Allzu plakatives Drama um eine ‚verbotene Liebe‘, in der weiblichen Hauptrolle schwach gespielt und streckenweise unfreiwillig lächerlich.“ Pia Zadora distanzierte sich später von diesem und folgenden Filmwerken.
Noch 1982 spielte sie in der Action-Komödie Fake-Out (in Deutschland mit unterschiedlichen Titeln wie Der Cop von Las Vegas oder Der Bulle und das Flittchen veröffentlicht) an der Seite von Telly Savalas, bevor 1983 ihr wohl bekanntester Film folgte. Das Drama The Lonely Lady, in Deutschland auch Karriere durch alle Betten, sollte ihr großer Durchbruch werden, geriet aber zu einem finanziellen und künstlerischen Fiasko, das noch heute in den USA zu den schlechtesten Filmen aller Zeiten gezählt wird. In dem Werk, das auf einem Roman von Harold Robbins basiert, geht es um eine junge Drehbuchautorin, die unbedingt Erfolg in Hollywood möchte, dabei aber von Männern sexuell missbraucht und auch menschlich ausgenutzt wird. Wieder erhielt Zadora eine Goldene Himbeere als schlechteste Schauspielerin des Jahres – der Film erhielt noch fünf weitere Goldene Himbeeren, was damals einen Rekord bedeutete, der erst zwölf Jahre später von Showgirls eingestellt wurde. Der film-dienst stufte den Film als „schauspielerisch und dramaturgisch völlig unzureichend“ ein.
Zadoras Reputation als Schauspielerin war nach The Lonely Lady endgültig ruiniert. Der Fernsehfilm Pajama Tops wurde kaum beachtet – Rock Aliens (Voyage of the Rock Aliens, 1984) erschien in den USA erst vier Jahre später auf Video. Danach folgten nur noch kleinere Rollen, wie 1988 in John Waters’ Kultfilm Hairspray oder 1994 in Die nackte Kanone 33⅓. In letzterem Film spielte sie sich selbst und erhielt erstmals in ihrer Karriere gute Kritiken.

## Musik-Karriere
Bereits in den frühen 1960er Jahren nahm Zadora als „Little Pia“ eine Single namens Bye Bye Boy auf. Ihre Plattenkarriere startete aber erst richtig, als sie bereits die Frau von Riklis war. In den späten 1970er Jahren versuchte Zadora sich als Countrysängerin und veröffentlichte ungefähr ein halbes Dutzend Singles. Der Song Baby It’s You kletterte 1980 bis auf Platz 55 in den amerikanischen Countrycharts. Nach dem wenig erfolgreichen Intermezzo im Countryfach wechselte Zadora 1982 in Richtung Pop und veröffentlichte ihre erste, aber erfolglose LP Pia. Die dramatische Ballade I’m in Love Again erreichte als Single-Auskopplung daraus die Top 50 der US-Pop-Charts. Bereits 1981 hatte sie für Aufsehen gesorgt, als sie einige Konzerte für Frank Sinatra eröffnete. Im selben Jahr sang sie den Titelsong It’s Wrong for Me to Love You für das Drama Butterfly auf.
The Clapping Song, im Winter 1982 veröffentlicht, war Anfang 1983 ihr einziger Top-40-Hit in den US-Charts. Produziert wurde die Aufnahme von dem deutschen Produzenten Jack White, der zeitgleich Laura Branigan zu Weltruhm verhalf. Mit seiner Hilfe erlebte Zadora ihre erfolgreichste Phase. 1984 wurde sie mit dem Song Rock It Out für den Grammy Award als beste Rocksängerin nominiert. Ihr größter Hit When the Rain Begins to Fall (1984) im Duett mit Jermaine Jackson erreichte dagegen nur Platz 54, war aber ein großer Hit in Deutschland (Platz 1) und dem kontinentalen Europa. Der Song stammt aus dem gefloppten Film Voyage of the Rock Aliens. Im Laufe des Jahres 1985 konnte sie zwei weitere Hits (Let’s Dance Tonight und Little Bit of Heaven) in den europäischen Charts landen – wobei sie in Deutschland, aber auch in der Schweiz und Österreich ihre besten Platzierungen erreichte. Auch das Album Let’s Dance Tonight (1984) verkaufte sich sehr gut in Europa.
1984 gewann sie den goldenen Preis beim 13. Tokyo Music Festival für den nur in Japan veröffentlichten Song Wild Dreams. Im darauf folgenden Jahr nahm Zadora das Album Pia & Phil mit dem London Philharmonic Orchestra auf – enthalten sind Standards und Songs des Great American Songbooks. Auch hier wurde vermutet, dass Riklis eine fünfstellige Summe für die Aufnahmen zur Verfügung stellte und das Orchester einkaufte. Selbst der mittlerweile verstorbene Star-Arrangeur Don Costa (Frank Sinatra, Paul Anka) arbeitete bei einem Song mit. Zadora sah hinter den durchaus stimmsicher vorgetragenen Aufnahmen die Chance, sich als ernstzunehmende Entertainerin zu etablieren. Die LP erreichte Platz 113 in den USA und hielt sich 20 Wochen in den Hitlisten. 1986 nahm sie mit I Am What I Am ein weiteres Album mit Standards auf.
Zwei Jahre später tat sich Zadora mit dem immens erfolgreichen Produzententeam Jimmy Jam und Terry Lewis zusammen, die seinerzeit mit Janet Jackson Weltkarriere machten. Das Album wurde in den USA nicht veröffentlicht – dafür aber in England, wo die Single Dance Out of My Head ein Mini-Hit wurde. Das 1989er Album Pia Z. wurde dagegen in den USA veröffentlicht, floppte aber trotz eines Dance-Chart-Hits mit Heartbeat of Love. 1990 stand sie erneut mit Frank Sinatra auf der Bühne. Mitte der 1990er erhielt Zadora außerdem gute Kritiken für das Stück Crazy for You. Dennoch beendete Zadora ihre Karriere 1996 und zog sich bis zu ihrem Comeback im Jahre 2011 in ihr Privatleben zurück. 2018 folgte mit All or Nothing at All ihr erstes Studioalbum seit 29 Jahren, das im Jahre darauf mit zwei weiteren Liedern und einem anderen Cover noch einmal veröffentlicht wurde.

## Leben
Pia Zadora war von 1977 bis 1993 mit dem Geschäftsmann und Millionär Meshulam Riklis (1923–2019) verheiratet, mit dem sie eine Tochter, Kady (* 1985) und einen Sohn, Kristofer Barzie Riklis (* 1987) hat. Ihre Tochter Kady versuchte sich ebenfalls als Schauspielerin und unter dem Künstlernamen „Kady Z“ als Sängerin. Zadoras zweite Ehe mit dem Regisseur Jonathan Kaufer hielt von 1995 bis 2001, aus dieser Ehe ging ihr zweiter Sohn Jordan (* 1997) hervor. Seit 2005 ist sie mit ihrem dritten Mann, dem Polizisten Michael Jeffries, verheiratet.
Im Jahr 1988 erregten Zadora und Riklis Aufsehen durch den Kauf des Pickfair-Anwesens in Hollywood, das sie kurz darauf abreißen ließen. Das Gebäude, welches zuvor im Besitz der Filmlegenden Douglas Fairbanks und Mary Pickford war und den Glanz von Hollywoods Stummfilmära symbolisierte, galt als historisch bedeutsame Sehenswürdigkeit, und der Abriss wurde öffentlich stark kritisiert. Zadora rechtfertigte den Abriss 2012 in einer Episode der Serie Celebrity Ghost Stories damit, dass es in dem Hause gespukt habe.

## Filmografie
- 1964: Santa Claus Conquers the Martians
- 1982: Butterfly – Der blonde Schmetterling (Butterfly)
- 1982: Der Bulle und das Flittchen (Fake-Out)
- 1983: Pajama Tops (Fernsehfilm)
- 1983: Karriere durch alle Betten (The Lonely Lady)
- 1984: Rock Aliens (Voyage of the Rock Aliens)
- 1985: Der Formel Eins Film
- 1988: Hairspray (Hairspray)
- 1989: Die Wilde von Beverly Hills (Troop Beverly Hills)
- 1990: Mother Goose Rock ’n' Rhyme (Fernsehfilm)
- 1994: Die nackte Kanone 33⅓ (Naked Gun 33⅓: The Final Insult)
- 1995: Favorite Deadly Sins (Fernsehfilm)
- 1999: Frasier: Konkurrenz für Frasier (Frasier: Dr. Nora) (Fernsehserie, 1 Folge)

## Diskografie

### Alben
| Jahr | Titel                                                              | Höchstplatzierung, Gesamtwochen, AuszeichnungChartplatzierungen (Jahr, Titel, Platzierungen, Wochen, Auszeichnungen, Anmerkungen) | Höchstplatzierung, Gesamtwochen, AuszeichnungChartplatzierungen (Jahr, Titel, Platzierungen, Wochen, Auszeichnungen, Anmerkungen) | Höchstplatzierung, Gesamtwochen, AuszeichnungChartplatzierungen (Jahr, Titel, Platzierungen, Wochen, Auszeichnungen, Anmerkungen) | Anmerkungen                                                                                 |
| Jahr | Titel                                                              | DE | CH | US | Anmerkungen                                                                                 |
| ---- | ------------------------------------------------------------------ | --- | --- | --- | ------------------------------------------------------------------------------------------- |
| 1984 | Let’s Dance Tonight auch bekannt als: When the Rain Begins to Fall | DE50 (5 Wo.)DE | CH9 (10 Wo.)CH | — | Erstveröffentlichung: 1984 Produzent: Jack White                                            |
| 1986 | Pia & Phil                                                         | — | — | US113 (20 Wo.)US | Erstveröffentlichung: Februar 1986 mit London Philharmonic Orchestra Produzent: Tino Barzie |

Weitere Alben
- 1982: Pia
- 1983: Adorable
- 1984: Rock It Out
- 1986: I Am What I Am
- 1988: When the Lights Go Out
- 1988: Today! (Promo)
- 1989: Pia Z.
- 1993: The Platinum Collection (3-CD-Box; Kompilation)
- 2018: All or Nothing at All

### Singles
| Jahr | Titel Album                                      | Höchstplatzierung, Gesamtwochen, AuszeichnungChartplatzierungen (Jahr, Titel, Album, Platzierungen, Wochen, Auszeichnungen, Anmerkungen) | Höchstplatzierung, Gesamtwochen, AuszeichnungChartplatzierungen (Jahr, Titel, Album, Platzierungen, Wochen, Auszeichnungen, Anmerkungen) | Höchstplatzierung, Gesamtwochen, AuszeichnungChartplatzierungen (Jahr, Titel, Album, Platzierungen, Wochen, Auszeichnungen, Anmerkungen) | Höchstplatzierung, Gesamtwochen, AuszeichnungChartplatzierungen (Jahr, Titel, Album, Platzierungen, Wochen, Auszeichnungen, Anmerkungen) | Höchstplatzierung, Gesamtwochen, AuszeichnungChartplatzierungen (Jahr, Titel, Album, Platzierungen, Wochen, Auszeichnungen, Anmerkungen) | Höchstplatzierung, Gesamtwochen, AuszeichnungChartplatzierungen (Jahr, Titel, Album, Platzierungen, Wochen, Auszeichnungen, Anmerkungen) | Höchstplatzierung, Gesamtwochen, AuszeichnungChartplatzierungen (Jahr, Titel, Album, Platzierungen, Wochen, Auszeichnungen, Anmerkungen) | Höchstplatzierung, Gesamtwochen, AuszeichnungChartplatzierungen (Jahr, Titel, Album, Platzierungen, Wochen, Auszeichnungen, Anmerkungen) | Anmerkungen |
| Jahr | Titel Album                                      | DE | AT | CH | UK | US | R&B | Dance | Country | Anmerkungen |
| ---- | ------------------------------------------------ | --- | --- | --- | --- | --- | --- | --- | --- | --- |
| 1979 | Bedtime Stories –                                | — | — | — | — | — | — | — | Country76 (3 Wo.)Country | Erstveröffentlichung: 1979                                                                                              |
| 1979 | Tell Him –                                       | — | — | — | — | — | — | — | Country98 (1 Wo.)Country | Erstveröffentlichung: 1979                                                                                              |
| 1979 | I Know a Good Thing When I Feel It –             | — | — | — | — | — | — | — | Country65 (5 Wo.)Country | Erstveröffentlichung: September 1979 Autor: Bobby Springfield; Produzent: Ray Ruff                                      |
| 1980 | Baby It’s You –                                  | — | — | — | — | — | — | — | Country55 (5 Wo.)Country | Erstveröffentlichung: Dezember 1979 Autoren: Burt Bacharach, Mack David, Barney Williams Original: The Shirelles, 1961  |
| 1982 | I’m in Love Again Pia                            | — | — | — | — | US45 (9 Wo.)US | — | — | — | Erstveröffentlichung: März 1982 Autoren: Dan Schmidt, Jacques Morali, Linda Laurie                                      |
| 1982 | The Clapping Song Adorable                       | — | — | — | — | US36 (15 Wo.)US | R&B88 (5 Wo.)R&B | — | — | Erstveröffentlichung: November 1982 Autor: Lincoln Chase Original: Shirley Ellis, 1965                                  |
| 1984 | When the Rain Begins to Fall Let’s Dance Tonight | DE1 Gold · (18 Wo.)DE | AT2 (14 Wo.)AT | CH1 (16 Wo.)CH | UK68 (3 Wo.)UK | US54 (11 Wo.)US | R&B61 (9 Wo.)R&B | Dance22 (6 Wo.)Dance | — | Erstveröffentlichung: 25. September 1984 mit Jermaine Jackson Autoren: Peggy March, Michael Bradley, Steve Wittmack     |
| 1985 | Let’s Dance Tonight                              | DE11 (16 Wo.)DE | AT11 (14 Wo.)AT | CH7 (12 Wo.)CH | — | — | — | — | — | Erstveröffentlichung: Januar 1985 Autoren: Jack White, Mark Spiro                                                       |
| 1985 | Little Bit of Heaven Let’s Dance Tonight         | DE10 (15 Wo.)DE | AT14 (12 Wo.)AT | CH21 (4 Wo.)CH | — | — | — | — | — | Erstveröffentlichung: Mai 1985 Autoren: Jack White, Mark Spiro Original: Tina York – Ein Adler kann nicht fliegen, 1977 |
| 1988 | Dance Out of My Head When the Lights Go Out      | — | — | — | UK65 (6 Wo.)UK | — | — | — | — | Erstveröffentlichung: Oktober 1988 Autoren: James Harris III, Terry Lewis                                               |
| 1990 | Heartbeat of Love Pia Z.                         | — | — | — | — | — | — | Dance17 (8 Wo.)Dance | — | Erstveröffentlichung: Januar 1990 Autoren: Narada Michael Walden, Liz Jackson                                           |

Weitere Singles
- 1978: Come Share My Love
- 1979: Confidence
- 1980: Don’t Knock My Love (mit Lou Christie)
- 1983: Iko Iko
- 1983: Rock It Out
- 1984: Real Love
- 1985: Come Rain or Come Shine (mit London Philharmonic Orchestra)
- 1986: Maybe This Time
- 1986: I Am What I Am
- 1989: If You Were Mine